# Grande Prêmio dos Países Baixos de Motovelocidade
O Grande Prêmio dos Países Baixos de MotoGP, também designado de Grande Prêmio de Assen, ou simplesmente TT de Assen, é um evento de motociclismo que se realiza desde 1925 no TT Circuit Assen (considerada a Catedral da Velocidade) nos Países Baixos.
O evento faz parte do calendário do mundial de MotoGP desde a sua edição inaugural em 1949, sendo a prova mais antiga do campeonato, tendo feito parte do mundial todos anos, com excepção de 2020 devido à pandemia de COVID-19. Tradicionalmente as corridas eram disputadas sempre no último sábado de junho, porém a partir de 2016, passaram a ser disputadas no domingo (o último de junho), passando a estar em linha com as restantes provas do MotoGP e mais favorável às audiências das transmissões televisivas. 

## História
Depois que o governo holandês relaxou as leis que permitiam o automobilismo nas estradas públicas, o  Assen & Omstreken motorcycle club organizou o primeiro Dutch TT em 11 de julho de 1925. Desde então, o evento tem-se realizado todos os anos, com excepção dos anos de 1940 a 1945 por causa da Segunda Guerra Mundial.  As corridas de 1925 foram realizadas num circuito citadino (não permanente) de 28,4 km em forma de triângulo entre as cidades de Borger, Schoonloo e Grolloo. De 1926 a 1955, as corridas foram realizadas num circuito citadino retangular de 16.536 km pelas cidades de De Haar, Hooghalen, Laaghalen e Laaghalerveen. Em 1955, foi criado um novo circuito de 7.705 km, que ainda usava estradas públicas, mas lembrava mais uma pista de corrida moderna. Em 1992, a pista de corrida tornou-se num circuito permanente, fechado ao público.

## Nomes e patrocinadores oficiais
- 1949-1957, 1959-1971: Grote Prijs van Nederland der K.N.M.V. (no official sponsor)[7][8][9][10][11][12][13][14][15][16][17][18][19][20][21][22][23][24][25][26][27][28]
- 1972, 1981–1985, 1992: Dutch TT Assen (no official sponsor)[29][30][31][32][33][34][35]
- 1973-1977: Dutch TT Assen/Grote Prijs van Nederland der KNMV (no official sponsor)[36][37][38][39][40]
- 1978-1980, 1986-1991: Dutch TT (no official sponsor)[41][42][43][44][45][46][47][48][49]
- 1993-1997: Lucky Strike Dutch Grand Prix[50][51][52][53][54]
- 1998-2000: Rizla+ Dutch TT[55][56][57]
- 2001-2003: Gauloises Dutch TT[58][59][60]
- 2004-2005: Gauloises TT Assen[61][62]
- 2006-2008: A-Style TT Assen[63][64]
- 2009: Alice TT Assen[65]
- 2010: TIM TT Assen
- 2011-2014: Iveco TT Assen[66]
- 2015-2019, 2021-present: Motul TT Assen[67][68][69]

## Vencedores do GP dos Países Baixos
| Ano  | MotoE                                   | MotoE                                   | Moto3                                   | Moto3                                   | Moto2                                   | Moto2                                   | MotoGP                                  | MotoGP                                  |
| Ano  | Piloto                                  | Construtor                              | Piloto                                  | Construtor                              | Piloto                                  | Construtor                              | Piloto                                  | Construtor                              |
| ---- | --------------------------------------- | --------------------------------------- | --------------------------------------- | --------------------------------------- | --------------------------------------- | --------------------------------------- | --------------------------------------- | --------------------------------------- |
| 2024 | Héctor Garzó                            | Ducati                                  | Iván Ortolá                             | KTM                                     | Ai Ogura                                | Boscoscuro                              | Francesco Bagnaia                       | Ducati                                  |
| 2024 | Alessandro Zaccone                      | Ducati                                  | Iván Ortolá                             | KTM                                     | Ai Ogura                                | Boscoscuro                              | Francesco Bagnaia                       | Ducati                                  |
| 2023 | Matteo Ferrari                          | Ducati                                  | Jaume Masià                             | Honda                                   | Jake Dixon                              | Kalex                                   | Francesco Bagnaia                       | Ducati                                  |
| 2023 | Matteo Ferrari                          | Ducati                                  | Jaume Masià                             | Honda                                   | Jake Dixon                              | Kalex                                   | Francesco Bagnaia                       | Ducati                                  |
| 2022 | Dominique Aegerter                      | Energica                                | Ayumu Sasaki                            | Husqvarna                               | Augusto Fernández                       | Kalex                                   | Francesco Bagnaia                       | Ducati                                  |
| 2022 | Eric Granado                            | Energica                                | Ayumu Sasaki                            | Husqvarna                               | Augusto Fernández                       | Kalex                                   | Francesco Bagnaia                       | Ducati                                  |
| 2021 | Eric Granado                            | Energica                                | Dennis Foggia                           | Honda                                   | Raúl Fernández                          | Kalex                                   | Fabio Quartararo                        | Yamaha                                  |
| 2020 | Cancelado devido à pandemia de COVID-19 | Cancelado devido à pandemia de COVID-19 | Cancelado devido à pandemia de COVID-19 | Cancelado devido à pandemia de COVID-19 | Cancelado devido à pandemia de COVID-19 | Cancelado devido à pandemia de COVID-19 | Cancelado devido à pandemia de COVID-19 | Cancelado devido à pandemia de COVID-19 |

| Ano  | Moto3             | Moto3      | Moto2               | Moto2      | MotoGP           | MotoGP     | Relatório |
| Ano  | Piloto            | Construtor | Piloto              | Construtor | Piloto           | Construtor | Relatório |
| ---- | ----------------- | ---------- | ------------------- | ---------- | ---------------- | ---------- | --------- |
| 2019 | Tony Arbolino     | Honda      | Augusto Fernández   | Kalex      | Maverick Viñales | Yamaha     | Relatório |
| 2018 | Jorge Martín      | Honda      | Francesco Bagnaia   | Kalex      | Marc Márquez     | Honda      | Relatório |
| 2017 | Arón Canet        | Honda      | Franco Morbidelli   | Kalex      | Valentino Rossi  | Yamaha     | Relatório |
| 2016 | Francesco Bagnaia | Mahindra   | Takaaki Nakagami    | Kalex      | Jack Miller      | Honda      | Relatório |
| 2015 | Miguel Oliveira   | KTM        | Johann Zarco        | Kalex      | Valentino Rossi  | Yamaha     | Relatório |
| 2014 | Álex Márquez      | Honda      | Anthony West        | Speed Up   | Marc Márquez     | Honda      | Relatório |
| 2013 | Luis Salom        | KTM        | Pol Espargaró       | Kalex      | Valentino Rossi  | Yamaha     | Relatório |
| 2012 | Maverick Viñales  | Honda      | Marc Márquez        | Suter      | Casey Stoner     | Honda      | Relatório |
| Ano  | 125cc             | 125cc      | Moto2               | Moto2      | MotoGP           | MotoGP     | Relatório |
| Ano  | Piloto            | Construtor | Piloto              | Construtor | Piloto           | Construtor | Relatório |
| 2011 | Maverick Viñales  | Aprilia    | Marc Márquez        | Suter      | Ben Spies        | Yamaha     | Relatório |
| 2010 | Marc Márquez      | Derbi      | Andrea Iannone      | Speed Up   | Jorge Lorenzo    | Yamaha     | Relatório |
| Ano  | 125cc             | 125cc      | 250cc               | 250cc      | MotoGP           | MotoGP     | Relatório |
| Ano  | Piloto            | Construtor | Piloto              | Construtor | Piloto           | Construtor | Relatório |
| 2009 | Sergio Gadea      | Aprilia    | Hiroshi Aoyama      | Honda      | Valentino Rossi  | Yamaha     | Relatório |
| 2008 | Gábor Talmácsi    | Aprilia    | Álvaro Bautista     | Aprilia    | Casey Stoner     | Ducati     | Relatório |
| 2007 | Mattia Pasini     | Aprilia    | Jorge Lorenzo       | Aprilia    | Valentino Rossi  | Yamaha     | Relatório |
| 2006 | Mika Kallio       | KTM        | Jorge Lorenzo       | Aprilia    | Nicky Hayden     | Honda      | Relatório |
| 2005 | Gábor Talmácsi    | KTM        | Sebastián Porto     | Aprilia    | Valentino Rossi  | Yamaha     | Relatório |
| 2004 | Jorge Lorenzo     | Derbi      | Sebastián Porto     | Aprilia    | Valentino Rossi  | Yamaha     | Relatório |
| 2003 | Steve Jenkner     | Aprilia    | Anthony West        | Aprilia    | Sete Gibernau    | Honda      | Relatório |
| 2002 | Daniel Pedrosa    | Honda      | Marco Melandri      | Aprilia    | Valentino Rossi  | Honda      | Relatório |
| Ano  | 125cc             | 125cc      | 250cc               | 250cc      | 500cc            | 500cc      | Relatório |
| Ano  | Piloto            | Construtor | Piloto              | Construtor | Piloto           | Construtor | Relatório |
| 2001 | Toni Elías        | Honda      | Jeremy McWilliams   | Aprilia    | Max Biaggi       | Yamaha     | Relatório |
| 2000 | Youichi Ui        | Derbi      | Tohru Ukawa         | Honda      | Alex Barros      | Honda      | Relatório |
| 1999 | Masao Azuma       | Honda      | Loris Capirossi     | Honda      | Tadayuki Okada   | Honda      | Relatório |
| 1998 | Marco Melandri    | Honda      | Valentino Rossi     | Aprilia    | Mick Doohan      | Honda      | Relatório |
| 1997 | Valentino Rossi   | Aprilia    | Tetsuya Harada      | Aprilia    | Mick Doohan      | Honda      | Relatório |
| 1996 | Emilio Alzamora   | Honda      | Ralf Waldmann       | Honda      | Mick Doohan      | Honda      | Relatório |
| 1995 | Dirk Raudies      | Honda      | Max Biaggi          | Aprilia    | Mick Doohan      | Honda      | Relatório |
| 1994 | Takeshi Tsujimura | Honda      | Max Biaggi          | Aprilia    | Mick Doohan      | Honda      | Relatório |
| 1993 | Dirk Raudies      | Honda      | Loris Capirossi     | Honda      | Kevin Schwantz   | Suzuki     | Relatório |
| 1992 | Ezio Gianola      | Honda      | Pierfrancesco Chili | Aprilia    | Àlex Crivillé    | Honda      | Relatório |
| 1991 | Ralf Waldmann     | Honda      | Pierfrancesco Chili | Aprilia    | Kevin Schwantz   | Suzuki     | Relatório |
| 1990 | Doriano Romboni   | Honda      | John Kocinski       | Yamaha     | Kevin Schwantz   | Suzuki     | Relatório |

| Ano  | 80cc              | 80cc       | 125cc              | 125cc      | 250cc           | 250cc      | 500cc         | 500cc      |
| Ano  | Piloto            | Construtor | Piloto             | Construtor | Piloto          | Construtor | Piloto        | Construtor |
| ---- | ----------------- | ---------- | ------------------ | ---------- | --------------- | ---------- | ------------- | ---------- |
| 1989 | Peter Öttl        | Krauser    | Hans Spaan         | Honda      | Reinhold Roth   | Honda      | Wayne Rainey  | Yamaha     |
| 1988 | Jorge Martínez    | Derbi      | Jorge Martínez     | Derbi      | Juan Garriga    | Yamaha     | Wayne Gardner | Honda      |
| 1987 | Jorge Martínez    | Derbi      | Fausto Gresini     | Garelli    | Anton Mang      | Honda      | Eddie Lawson  | Yamaha     |
| 1986 | Jorge Martínez    | Derbi      | Luca Cadalora      | Garelli    | Carlos Lavado   | Yamaha     | Wayne Gardner | Honda      |
| 1985 | Gerd Kafka        | Casal      | Pier Paolo Bianchi | MBA        | Freddie Spencer | Honda      | Randy Mamola  | Honda      |
| 1984 | Jorge Martínez    | Derbi      | Ángel Nieto        | Garelli    | Carlos Lavado   | Yamaha     | Randy Mamola  | Honda      |
| Ano  | 50cc              | 50cc       | 125cc              | 125cc      | 250cc           | 250cc      | 500cc         | 500cc      |
| Ano  | Piloto            | Construtor | Piloto             | Construtor | Piloto          | Construtor | Piloto        | Construtor |
| 1983 | Eugenio Lazzarini | Garelli    | Ángel Nieto        | Garelli    | Carlos Lavado   | Yamaha     | Kenny Roberts | Yamaha     |

| Ano  | 50cc               | 50cc       | 125cc              | 125cc      | 250cc          | 250cc           | 350cc               | 350cc      | 500cc             | 500cc      |
| Ano  | Piloto             | Construtor | Piloto             | Construtor | Piloto         | Construtor      | Piloto              | Construtor | Piloto            | Construtor |
| ---- | ------------------ | ---------- | ------------------ | ---------- | -------------- | --------------- | ------------------- | ---------- | ----------------- | ---------- |
| 1982 | Stefan Dörflinger  | Kreidler   | Ángel Nieto        | Garelli    | Anton Mang     | Kawasaki        | Jean-François Baldé | Kawasaki   | Franco Uncini     | Suzuki     |
| 1981 | Ricardo Tormo      | Bultaco    | Ángel Nieto        | Minarelli  | Anton Mang     | Kawasaki        | Anton Mang          | Kawasaki   | Marco Lucchinelli | Suzuki     |
| 1980 | Ricardo Tormo      | Kreidler   | Ángel Nieto        | Minarelli  | Carlos Lavado  | Yamaha          | Jon Ekerold         | Yamaha     | Jack Middelburg   | Yamaha     |
| 1979 | Eugenio Lazzarini  | Kreidler   | Ángel Nieto        | Minarelli  | Graziano Rossi | Morbidelli      | Gregg Hansford      | Kawasaki   | Virginio Ferrari  | Suzuki     |
| 1978 | Eugenio Lazzarini  | MBA        | Eugenio Lazzarini  | MBA        | Kenny Roberts  | Yamaha          | Kork Ballington     | Kawasaki   | Johnny Cecotto    | Yamaha     |
| 1977 | Ángel Nieto        | Bultaco    | Ángel Nieto        | Bultaco    | Mick Grant     | Kawasaki        | Kork Ballington     | Yamaha     | Wil Hartog        | Suzuki     |
| 1976 | Ángel Nieto        | Bultaco    | Pier Paolo Bianchi | Morbidelli | Walter Villa   | Harley Davidson | Giacomo Agostini    | Yamaha     | Barry Sheene      | Suzuki     |
| 1975 | Ángel Nieto        | Kreidler   | Pier Paolo Bianchi | Morbidelli | Walter Villa   | Harley Davidson | Dieter Braun        | Yamaha     | Barry Sheene      | Suzuki     |
| 1974 | Herbert Rittberger | Kreidler   | Bruno Kneubühler   | Yamaha     | Walter Villa   | Harley Davidson | Giacomo Agostini    | Yamaha     | Giacomo Agostini  | Yamaha     |
| 1973 | Bruno Kneubühler   | Kreidler   | Eugenio Lazzarini  | Maico      | Dieter Braun   | Yamaha          | Giacomo Agostini    | MV Agusta  | Phil Read         | MV Agusta  |
| 1972 | Ángel Nieto        | Derbi      | Ángel Nieto        | Derbi      | Rodney Gould   | Yamaha          | Giacomo Agostini    | MV Agusta  | Giacomo Agostini  | MV Agusta  |
| 1971 | Ángel Nieto        | Derbi      | Ángel Nieto        | Derbi      | Phil Read      | Yamaha          | Giacomo Agostini    | MV Agusta  | Giacomo Agostini  | MV Agusta  |
| 1970 | Ángel Nieto        | Derbi      | Dieter Braun       | Suzuki     | Rodney Gould   | Yamaha          | Giacomo Agostini    | MV Agusta  | Giacomo Agostini  | MV Agusta  |
| 1969 | Barry Smith        | Derbi      | Dave Simmonds      | Kawasaki   | Renzo Pasolini | Benelli         | Giacomo Agostini    | MV Agusta  | Giacomo Agostini  | MV Agusta  |
| 1968 | Paul Lodewijkx     | Jamathi    | Phil Read          | Yamaha     | Bill Ivy       | Yamaha          | Giacomo Agostini    | MV Agusta  | Giacomo Agostini  | MV Agusta  |
| 1967 | Yoshimi Katayama   | Suzuki     | Phil Read          | Honda      | Mike Hailwood  | Honda           | Mike Hailwood       | Honda      | Mike Hailwood     | Honda      |
| 1966 | Luigi Taveri       | Honda      | Bill Ivy           | Yamaha     | Mike Hailwood  | Honda           | Mike Hailwood       | Honda      | Jim Redman        | Honda      |
| 1965 | Ralph Bryans       | Honda      | Mike Duff          | Yamaha     | Phil Read      | Yamaha          | Jim Redman          | Honda      | Mike Hailwood     | MV Agusta  |
| 1964 | Ralph Bryans       | Honda      | Jim Redman         | Honda      | Jim Redman     | Honda           | Jim Redman          | Honda      | Mike Hailwood     | MV Agusta  |
| 1963 | Ernst Degner       | Suzuki     | Hugh Anderson      | Suzuki     | Jim Redman     | Honda           | Jim Redman          | Honda      | John Hartle       | Gilera     |
| 1962 | Ernst Degner       | Suzuki     | Luigi Taveri       | Honda      | Jim Redman     | Honda           | Jim Redman          | Honda      | Mike Hailwood     | MV Agusta  |

| Ano  | 125cc             | 125cc      | 250cc             | 250cc      | 350cc             | 350cc      | 500cc           | 500cc      |
| Ano  | Piloto            | Construtor | Piloto            | Construtor | Piloto            | Construtor | Piloto          | Construtor |
| ---- | ----------------- | ---------- | ----------------- | ---------- | ----------------- | ---------- | --------------- | ---------- |
| 1961 | Tom Phillis       | Honda      | Mike Hailwood     | Honda      | Gary Hocking      | MV Agusta  | Gary Hocking    | MV Agusta  |
| 1960 | Carlo Ubbiali     | MV Agusta  | Carlo Ubbiali     | MV Agusta  | John Surtees      | MV Agusta  | Remo Venturi    | MV Agusta  |
| 1959 | Carlo Ubbiali     | MV Agusta  | Tarquinio Provini | MV Agusta  | Bob Brown         | Norton     | John Surtees    | MV Agusta  |
| 1958 | Carlo Ubbiali     | MV Agusta  | Tarquinio Provini | MV Agusta  | John Surtees      | MV Agusta  | John Surtees    | MV Agusta  |
| 1957 | Tarquinio Provini | Mondial    | Tarquinio Provini | Mondial    | Keith Campbell    | Moto Guzzi | John Surtees    | MV Agusta  |
| 1956 | Carlo Ubbiali     | MV Agusta  | Carlo Ubbiali     | MV Agusta  | Bill Lomas        | Moto Guzzi | John Surtees    | MV Agusta  |
| 1955 | Carlo Ubbiali     | MV Agusta  | Luigi Taveri      | MV Agusta  | Ken Kavanagh      | Moto Guzzi | Geoff Duke      | Gilera     |
| 1954 | Rupert Hollaus    | NSU        | Werner Haas       | NSU        | Fergus Anderson   | Moto Guzzi | Geoff Duke      | Gilera     |
| 1953 | Werner Haas       | NSU        | Werner Haas       | NSU        | Enrico Lorenzetti | Moto Guzzi | Geoff Duke      | Gilera     |
| 1952 | Cecil Sandford    | MV Agusta  | Enrico Lorenzetti | Moto Guzzi | Geoff Duke        | Norton     | Umberto Masetti | Gilera     |
| 1951 | Gianni Leoni      | Mondial    |                   |            | Bill Doran        | AJS        | Geoff Duke      | Norton     |
| 1950 | Bruno Ruffo       | Mondial    |                   |            | Bob Foster        | Velocette  | Umberto Masetti | Gilera     |
| 1949 | Nello Pagani      | Mondial    |                   |            | Freddie Frith     | Velocette  | Nello Pagani    | Gilera     |

### Vitórias por piloto
| # Vit | País                | Vitórias  | Vitórias                                             |
| # Vit | País                | Categoria | Anos                                                 |
| ----- | ------------------- | --------- | ---------------------------------------------------- |
| 15    | Ángel Nieto         | 125cc     | 1971, 1972, 1977, 1979, 1980, 1981, 1982, 1983, 1984 |
| 15    | Ángel Nieto         | 50cc      | 1970, 1971, 1972, 1975, 1976, 1977                   |
| 14    | Giacomo Agostini    | 500cc     | 1968, 1969, 1970, 1971, 1972, 1974                   |
| 14    | Giacomo Agostini    | 350cc     | 1968, 1969, 1970, 1971, 1972, 1973, 1974, 1976       |
| 10    | Valentino Rossi     | MotoGP    | 2002, 2004, 2005, 2007, 2009, 2013, 2015, 2017       |
| 10    | Valentino Rossi     | 250cc     | 1998                                                 |
| 10    | Valentino Rossi     | 125cc     | 1997                                                 |
| 9     | Jim Redman          | 500cc     | 1966                                                 |
| 9     | Jim Redman          | 350cc     | 1962, 1963, 1964, 1965                               |
| 9     | Jim Redman          | 250cc     | 1962, 1963, 1964                                     |
| 9     | Jim Redman          | 125cc     | 1964                                                 |
| 9     | Mike Hailwood       | 500cc     | 1962, 1964, 1965, 1967                               |
| 9     | Mike Hailwood       | 350cc     | 1966, 1967                                           |
| 9     | Mike Hailwood       | 250cc     | 1961, 1966, 1967                                     |
| 7     | Carlo Ubbiali       | 250cc     | 1956, 1960                                           |
| 7     | Carlo Ubbiali       | 125cc     | 1955, 1956, 1958, 1959, 1960                         |
| 6     | John Surtees        | 500cc     | 1956, 1957, 1958, 1959                               |
| 6     | John Surtees        | 350cc     | 1958, 1960                                           |
| 5     | Geoff Duke          | 500cc     | 1951, 1953, 1954, 1955                               |
| 5     | Geoff Duke          | 350cc     | 1952                                                 |
| 5     | Phil Read           | 500cc     | 1973                                                 |
| 5     | Phil Read           | 250cc     | 1965, 1971                                           |
| 5     | Phil Read           | 125cc     | 1967, 1968                                           |
| 5     | Eugenio Lazzarini   | 125cc     | 1973, 1978                                           |
| 5     | Eugenio Lazzarini   | 50cc      | 1978, 1979, 1983                                     |
| 5     | Jorge Martínez      | 125cc     | 1988                                                 |
| 5     | Jorge Martínez      | 80cc      | 1984, 1986, 1987, 1988                               |
| 5     | Mick Doohan         | 500cc     | 1994, 1995, 1996, 1997, 1998                         |
| 5     | Marc Márquez        | MotoGP    | 2014, 2018                                           |
| 5     | Marc Márquez        | Moto2     | 2011, 2012                                           |
| 5     | Marc Márquez        | 125cc     | 2010                                                 |
| 5     | Francesco Bagnaia   | MotoGP    | 2022, 2023, 2024                                     |
| 5     | Francesco Bagnaia   | Moto2     | 2018                                                 |
| 5     | Francesco Bagnaia   | Moto3     | 2016                                                 |
| 4     | Tarquinio Provini   | 250cc     | 1957, 1958, 1959                                     |
| 4     | Tarquinio Provini   | 125cc     | 1957                                                 |
| 4     | Carlos Lavado       | 250cc     | 1980, 1983, 1984, 1986                               |
| 4     | Anton Mang          | 350cc     | 1981                                                 |
| 4     | Anton Mang          | 250cc     | 1981, 1982, 1987                                     |
| 4     | Jorge Lorenzo       | MotoGP    | 2010                                                 |
| 4     | Jorge Lorenzo       | 250cc     | 2006, 2007                                           |
| 4     | Jorge Lorenzo       | 125cc     | 2004                                                 |
| 3     | Werner Haas         | 250cc     | 1953, 1954                                           |
| 3     | Werner Haas         | 125cc     | 1953                                                 |
| 3     | Luigi Taveri        | 250cc     | 1955                                                 |
| 3     | Luigi Taveri        | 125cc     | 1962                                                 |
| 3     | Luigi Taveri        | 50cc      | 1966                                                 |
| 3     | Dieter Braun        | 350cc     | 1975                                                 |
| 3     | Dieter Braun        | 250cc     | 1972                                                 |
| 3     | Dieter Braun        | 125cc     | 1970                                                 |
| 3     | Walter Villa        | 250cc     | 1974, 1975, 1976                                     |
| 3     | Pier Paolo Bianchi  | 125cc     | 1975, 1976, 1985                                     |
| 3     | Kevin Schwantz      | 500cc     | 1990, 1991, 1993                                     |
| 3     | Max Biaggi          | 500cc     | 2001                                                 |
| 3     | Max Biaggi          | 250cc     | 1994, 1995                                           |
| 3     | Maverick Viñales    | MotoGP    | 2019                                                 |
| 3     | Maverick Viñales    | Moto3     | 2012                                                 |
| 3     | Maverick Viñales    | 125cc     | 2011                                                 |
| 2     | Nello Pagani        | 500cc     | 1949                                                 |
| 2     | Nello Pagani        | 125cc     | 1949                                                 |
| 2     | Umberto Masetti     | 500cc     | 1950, 1952                                           |
| 2     | Enrico Lorenzetti   | 350cc     | 1953                                                 |
| 2     | Enrico Lorenzetti   | 250cc     | 1952                                                 |
| 2     | Gary Hocking        | 500cc     | 1961                                                 |
| 2     | Gary Hocking        | 350cc     | 1961                                                 |
| 2     | Ernst Degner        | 50cc      | 1962, 1963                                           |
| 2     | Ralph Bryans        | 50cc      | 1964, 1965                                           |
| 2     | Bill Ivy            | 250cc     | 1968                                                 |
| 2     | Bill Ivy            | 125cc     | 1966                                                 |
| 2     | Rodney Gould        | 250cc     | 1970, 1972                                           |
| 2     | Bruno Kneubühler    | 125cc     | 1974                                                 |
| 2     | Bruno Kneubühler    | 50cc      | 1973                                                 |
| 2     | Barry Sheene        | 500cc     | 1975, 1976                                           |
| 2     | Kork Ballington     | 350cc     | 1977, 1978                                           |
| 2     | Ricardo Tormo       | 50cc      | 1980, 1981                                           |
| 2     | Kenny Roberts       | 500cc     | 1983                                                 |
| 2     | Kenny Roberts       | 250cc     | 1978                                                 |
| 2     | Randy Mamola        | 500cc     | 1984, 1985                                           |
| 2     | Wayne Gardner       | 500cc     | 1986, 1988                                           |
| 2     | Pierfrancesco Chili | 250cc     | 1991, 1992                                           |
| 2     | Dirk Raudies        | 125cc     | 1993, 1995                                           |
| 2     | Ralf Waldmann       | 250cc     | 1996                                                 |
| 2     | Ralf Waldmann       | 125cc     | 1991                                                 |
| 2     | Loris Capirossi     | 250cc     | 1993, 1999                                           |
| 2     | Marco Melandri      | 250cc     | 2002                                                 |
| 2     | Marco Melandri      | 125cc     | 1998                                                 |
| 2     | Sebastián Porto     | 250cc     | 2004, 2005                                           |
| 2     | Gábor Talmácsi      | 125cc     | 2005, 2008                                           |
| 2     | Casey Stoner        | MotoGP    | 2008, 2012                                           |
| 2     | Anthony West        | Moto2     | 2014                                                 |
| 2     | Anthony West        | 250cc     | 2003                                                 |

### Vitórias por construtor
| # Vit | Construtor      | Vitórias  | Vitórias                                                                                       |
| # Vit | Construtor      | Categoria | Anos                                                                                           |
| ----- | --------------- | --------- | ---------------------------------------------------------------------------------------------- |
| 67    | Honda           | MotoGP    | 2002, 2003, 2006, 2012, 2014, 2016, 2018                                                       |
| 67    | Honda           | 500cc     | 1966, 1967, 1984, 1985, 1986, 1988, 1992, 1994, 1995, 1996, 1997, 1998, 1999, 2000             |
| 67    | Honda           | 350cc     | 1962, 1963, 1964, 1965, 1966, 1967                                                             |
| 67    | Honda           | 250cc     | 1961, 1962, 1963, 1964, 1966, 1967, 1985, 1987, 1989, 1993, 1996, 1999, 2000, 2009             |
| 67    | Honda           | Moto3     | 2012, 2014, 2017, 2018, 2019, 2021                                                             |
| 67    | Honda           | 125cc     | 1961, 1962, 1964, 1967, 1989, 1990, 1991, 1992, 1993, 1994, 1995, 1996, 1998, 1999, 2001, 2002 |
| 67    | Honda           | 50cc      | 1964, 1965, 1966                                                                               |
| 40    | Yamaha          | MotoGP    | 2004, 2005, 2007, 2009, 2010, 2011, 2013, 2015, 2017, 2019, 2021                               |
| 40    | Yamaha          | 500cc     | 1974, 1978, 1980, 1983, 1987, 1989, 2001                                                       |
| 40    | Yamaha          | 350cc     | 1974, 1975, 1976, 1977, 1980                                                                   |
| 40    | Yamaha          | 250cc     | 1965, 1968, 1970, 1971, 1972, 1973, 1978, 1980, 1983, 1984, 1986, 1988, 1990                   |
| 40    | Yamaha          | 125cc     | 1965, 1966, 1968, 1974                                                                         |
| 35    | MV Agusta       | 500cc     | 1956, 1957, 1958, 1959, 1960, 1961, 1962, 1964, 1965, 1968, 1969, 1970, 1971, 1972, 1973       |
| 35    | MV Agusta       | 350cc     | 1958, 1960, 1961, 1968, 1969, 1970, 1971, 1972, 1973                                           |
| 35    | MV Agusta       | 250cc     | 1955, 1956, 1958, 1959, 1960                                                                   |
| 35    | MV Agusta       | 125cc     | 1952, 1955, 1956, 1958, 1959, 1960                                                             |
| 20    | Aprilia         | 250cc     | 1991, 1992, 1994, 1995, 1997, 1998, 2001, 2002, 2003, 2004, 2005, 2006, 2007, 2008             |
| 20    | Aprilia         | 125cc     | 1997, 2003, 2007, 2008, 2009, 2011                                                             |
| 14    | Derbi           | 125cc     | 1971, 1972, 1988, 2000, 2004, 2010                                                             |
| 14    | Derbi           | 80cc      | 1984, 1986, 1987, 1988                                                                         |
| 14    | Derbi           | 50cc      | 1969, 1970, 1971, 1972                                                                         |
| 14    | Suzuki          | 500cc     | 1975, 1976, 1977, 1979, 1981, 1982, 1990, 1991, 1993                                           |
| 14    | Suzuki          | 125cc     | 1963, 1970                                                                                     |
| 14    | Suzuki          | 50cc      | 1962, 1963, 1967                                                                               |
| 9     | Kalex           | Moto2     | 2013, 2015, 2016, 2017, 2018, 2019, 2021, 2022, 2023                                           |
| 8     | Kawasaki        | 350cc     | 1978, 1979, 1981, 1982                                                                         |
| 8     | Kawasaki        | 250cc     | 1977, 1981, 1982                                                                               |
| 8     | Kawasaki        | 125cc     | 1969                                                                                           |
| 8     | Ducati          | MotoGP    | 2008, 2022, 2023, 2024                                                                         |
| 8     | Ducati          | MotoE     | 2023 Cor. 1, 2023 Cor. 2, Cor. Race 1, Cor. Race 2                                             |
| 7     | Gilera          | 500cc     | 1949, 1950, 1952, 1953, 1954, 1955, 1963                                                       |
| 6     | Moto Guzzi      | 350cc     | 1953, 1954, 1955, 1956, 1957                                                                   |
| 6     | Moto Guzzi      | 250cc     | 1952                                                                                           |
| 6     | Kreidler        | 50cc      | 1973, 1974, 1975, 1979, 1980, 1982                                                             |
| 6     | Morbidelli      | 250cc     | 1979                                                                                           |
| 6     | Morbidelli      | 125cc     | 1975, 1976, 1978, 1985                                                                         |
| 6     | Morbidelli      | 50cc      | 1978                                                                                           |
| 6     | Garelli         | 125cc     | 1982, 1983, 1984, 1986, 1987                                                                   |
| 6     | Garelli         | 50cc      | 1983                                                                                           |
| 5     | Mondial         | 250cc     | 1957                                                                                           |
| 5     | Mondial         | 125cc     | 1949, 1950, 1951, 1957                                                                         |
| 5     | KTM             | Moto3     | 2013, 2015, 2024                                                                               |
| 5     | KTM             | 125cc     | 2005, 2006                                                                                     |
| 4     | NSU             | 250cc     | 1953, 1954                                                                                     |
| 4     | NSU             | 125cc     | 1953, 1954                                                                                     |
| 4     | Bultaco         | 50cc      | 1976, 1977, 1981                                                                               |
| 4     | Bultaco         | 125cc     | 1977                                                                                           |
| 3     | Norton          | 500cc     | 1951                                                                                           |
| 3     | Norton          | 350cc     | 1952, 1959                                                                                     |
| 3     | Harley Davidson | 250cc     | 1974, 1975, 1976                                                                               |
| 3     | Minarelli       | 125cc     | 1979, 1980, 1981                                                                               |
| 2     | Velocette       | 350cc     | 1949, 1950                                                                                     |
| 2     | Suter           | Moto2     | 2011, 2012                                                                                     |
| 2     | Speed Up        | Moto2     | 2010, 2014                                                                                     |